# El Colegio (kommun)
El Colegio är en kommun i Colombia.   Den ligger i departementet Cundinamarca, i den centrala delen av landet, 40 km väster om huvudstaden Bogotá. Antalet invånare är 20 430. Arean är 117 kvadratkilometer.
Terrängen i El Colegio är kuperad åt nordväst, men åt sydost är den bergig.